# Theresa Randle
Theresa E. Randle (Gary, Indiana; 27 de diciembre de 1964) es una actriz de teatro, cine y televisión estadounidense.
Randle nació en Los Ángeles, California. Comenzó su carrera artística mediante el estudio de danza y comedia. En 1987, tuvo su primer papel con Maide to Order. Durante los tres próximos años, apareció en películas como Easy Wheels y Heart Condition con Denzel Washington. Continuó con directores como Abel Ferrara y Spike Lee en Malcolm X. Coprotagonizó en CB4 con Chris Rock, Dos policías rebeldes con Will Smith y Martin Lawrence y su secuela Dos policías rebeldes 2. En 1996, tuvo su primer papel protagónico en Girl 6.
En 1991, interpretó en el episodio "The Apartament" de la serie Seinfeld.
Randle también protagonizó con Wesley Snipes en la película Sugar Hill y también apareció con Eddie Murphy en Beverly Hills Cop III el mismo año. También apareció en Space Jam con Michael Jordan y en Spawn.
En 2006, Randle firmó para interpretar a Patricia Kent en Law & Order: Criminal Intent.
En 2007, Randle fue un miembro regular en State of Mind como Dr. Cordelia Banks.
Su película, Shit Year fue lanzada en 2010.

## Vida personal
Randle está casada con Timothy Brown, conocido artísticamente como Father MC, un rapero que ganó popularidad en la década de 1990.
El 7 de octubre de 2024, fue arrestada en Los Ángeles por un presunto asalto grave.
El incidente comenzó el 5 de octubre, cuando la policía respondió a una llamada por un supuesto asalto en una residencia del área de Los Ángeles. A su llegada, Randle ya no se encontraba en el lugar. Dos días después, el 7 de octubre, las autoridades recibieron otra llamada relacionada con un posible problema doméstico y una posible violación de una orden de restricción en la misma ubicación. En esta ocasión, Randle estaba presente y fue arrestada por el asalto reportado el 5 de octubre.
Durante el proceso de detención, se informó que Randle mostró una actitud iracunda y poco cooperativa. Posteriormente, el 9 de octubre, compareció ante el tribunal, pero la Fiscalía decidió no presentar cargos en su contra, rechazando el caso.

## Filmografía
| Año  | Título                | Rol                | Notas    |
| ---- | --------------------- | ------------------ | -------- |
| 1994 | Beverly Hills Cop III | Janice             |          |
| 1995 | Bad Boys              | Theresa Burnett    |          |
| 1996 | Space Jam             | Juanita Jordan     |          |
| 1997 | Spawn                 | Wanda Blake        |          |
| 2003 | Bad Boys II           | Theresa Burnett    |          |
| 2007 | State of Mind         | Dr. Cordelia Banks | Serie TV |
| 2010 | Shit Year             | Marion             |          |
| 2020 | Bad Boys for Life     | Theresa Burnett    |          |